# 御宅英文！小緞帶 ～用英語戰鬥的魔法少女～
《御宅英文！小緞帶 〜用英語戰鬥的魔法少女～》（日语：マジでオタクなイングリッシュ！りぼんちゃん 〜英語で戦う魔法少女〜），是一部日本電視動畫。

## 概要
在2012年7月31日開始於AT-X隨機播放的一套約五分鐘短動畫，於番宣CM節目內播放。最初每週一話逢星期二更新。在首次播放第六話後一個多月的10月12日星期五才播出第七話，並在其後改為於星期五更新。

## 登場人物
七色緞帶／小緞帶（七色りぼん／りぼんちゃん）
配音員：丹下櫻
主人角。17歲。不擅於英語的普通女高中生。
叮噹（ベル）
配音員：金元壽子
第二位魔法少女。17歲。讀書成績好。
柘榴石（ガーネット）
配音員：佐藤利奈
第三位魔法少女。17歲。
萊 娃子（ライ バル子）
配音員：小林優
17歳。
呆子（ナード）
配音員：中隈志保
調色劑（トナー）
配音員：五十嵐浩子
噴嘴（ジェット）
配音員：近藤孝行
坦克（タンク）
配音員：村上裕哉
監製（プロデューサー）
配音員：前田弘喜（監製A）、佐佐木義人
富士仔（ふじっぴー）
配音員：前田弘喜
第6話登場。
T先生（Tさん）
第9話登場。
旁白（ナレーション）
配音員：藤原啟治（日語）／川奈栞（英語）

## 工作人員
- 監督、演出、分鏡 - 仁昌寺義人
- 原作、角色設計原案 - POP
- 企劃 - 三浦亨、高倉誠司
- 企劃協力 - ぱすてるデザイン、AIR AGENCY
- 總行政監製 - 直井徹
- 監製 - 藤田敏（AT-X）、福永收、芝井厚介（ぱすてるデザイン）、長野敏之
- 系列構成、劇本 - 中村浩二郎／中條元史（the TV）
- 角色設計、總作畫監督 - 北島信幸
- 美術監督 - 杉山裕子
- 色彩設計 - 松山愛子
- 編輯 - 右山章太
- 複合主任 - 加藤友宜／田中浩介（the TV）
- 音樂 - i.o.sound
- 音樂監製 - 津上潤也
- 音樂製作 - ぱすてるデザイン
- 音響監督 - 藤原啟治
- 音響制作 - AIR AGENCY
- 統括監製 - 岡村繁久
- 製作監製 - 大原泰三
- 動畫製作 - AIC[注 1]

## 主題歌
「EXAMINATION」（第1季第7話，第2季第1集）
作詞、作曲 - 津上潤也（i.o）／編曲 - レインメーカー（i.o）／歌 - 丹下櫻

## 各話標題
| 話數   | 日語標題                                | 首播日         |
| 第一季 | 第一季                                  | 第一季         |
| ------ | --------------------------------------- | -------------- |
| 第1話  | さらば！りぼんちゃん                    | 2012年 7月31日 |
| 第2話  | 海外進出だよ！りぼんちゃん              | 8月7日         |
| 第3話  | 作画崩壊だよ！りぼんちゃん              | 8月14日        |
| 第4話  | オレ、オレ、オレだよ！りぼんちゃん      | 8月21日        |
| 第5話  | もしものコーナーだよ！りぼんちゃん      | 8月28日        |
| 第6話  | 聖地巡礼だよ！りぼんちゃん              | 9月4日         |
| 第7話  | オープニングだよ！りぼんちゃん          | 10月12日       |
| 第8話  | 名探偵！りぼんちゃん                    | 10月19日       |
| 第9話  | 名探偵！りぼんちゃん 完結編             | 10月26日       |
| 第10話 | カードファイトだよ！りぼんちゃん        | 11月2日        |
| 第11話 | 別れは突然だよ！りぼんちゃん            | 11月9日        |
| 第12話 | 燃えつきろ！りぼんちゃん                | 11月16日       |
| the TV |                                         |                |
| 第1話  | いきなり総集編だよ、りぼんちゃん        | 2013年 7月5日  |
| 第2話  | 新展開だよ、りぼんちゃん                | 7月12日        |
| 第3話  | 夏だ！海だよ、りぼんちゃん              | 7月19日        |
| 第4話  | 会議は熱いよ、りぼんちゃん              | 7月26日        |
| 第5話  | アプリだよ、りぼんちゃん                | 8月2日         |
| 第6話  | コミケだよ、りぼんちゃん                | 8月9日         |
| 第7話  | 今さら新キャラだよ、りぼんちゃん        | 8月16日        |
| 第8話  | 働く魔法少女だよ、りぼんちゃん          | 8月23日        |
| 第9話  | 進撃だよ、りぼんちゃん attack on ribbon | 8月30日        |
| 第10話 | エンディングだよ、りぼんちゃん          | 9月6日         |

## 播放電視台
日本深夜動畫：下文記載的日本国内播放時間使用日本標準時間（UTC+9）表示。因為部分時間标识會採用30小时制，因此請留意这类超过24:00的时间，其實際播放時間為翌日清晨。
| 播放地區   | 播放電視台   | 播放日期                 | 播放時間（UTC+9）         | 所屬聯播網 | 備註             |
| 本篇       | 本篇         | 本篇                     | 本篇                      | 本篇       | 本篇             |
| ---------- | ------------ | ------------------------ | ------------------------- | ---------- | ---------------- |
| 日本全國   | AT-X         | 2012年7月31日            | 星期二 10時25分－10時30分 | 衛星電視   | 第1話 有重播     |
| 日本全國   | AT-X         | 2012年8月7日             | 星期二 9時26分－9時30分   | 衛星電視   | 第2話 有重播     |
| 日本全國   | AT-X         | 2012年8月14日            | 星期二 11時56分－12時00分 | 衛星電視   | 第3話 有重播     |
| 日本全國   | AT-X         | 2012年8月21日            | 星期二 8時27分－8時30分   | 衛星電視   | 第4話 有重播     |
| 日本全國   | AT-X         | 2012年8月28日            | 星期二 10時56分－11時00分 | 衛星電視   | 第5話 有重播     |
| 日本全國   | NICONICO頻道 | 2012年8月31日            | 星期五 17時00分 更新      | 網絡電視   | 第1話            |
| 日本全國   | NICONICO直播 | 2012年9月3日             | 星期一 24時30分－24時56分 | 網絡電視   | 第1-6話          |
| 日本全國   | NICONICO頻道 | 2012年9月3日             | 星期一 24時55分 更新      | 網絡電視   | 第2-6話          |
| 日本全國   | AT-X         | 2012年9月4日             | 星期二 8時56分－9時00分   | 衛星電視   | 第6話 有重播     |
| 日本全國   | AT-X         | 2012年10月12日           | 星期五 11時25分－11時30分 | 衛星電視   | 第7話 有重播     |
| 日本全國   | AT-X         | 2012年10月19日           | 星期五 9時25分－9時30分   | 衛星電視   | 第8話 有重播     |
| 日本全國   | AT-X         | 2012年10月26日、11月16日 | 星期五 6時53分－7時00分   | 衛星電視   | 第9、12話 有重播 |
| 日本全國   | AT-X         | 2012年11月2日            | 星期五 9時54分－10時00分  | 衛星電視   | 第10話 有重播    |
| 日本全國   | AT-X         | 2012年11月9日            | 星期五 10時24分－10時30分 | 衛星電視   | 第11話 有重播    |
| 日本全國   | NICONICO直播 | 2012年11月15日           | 星期四 24時30分－24時55分 | 網絡電視   | 第7-12話         |
| 日本全國   | NICONICO頻道 | 2012年11月15日           | 星期四 24時55分 更新      | 網絡電視   | 第7-12話         |
| the TV     |              |                          |                           |            |                  |
| 關東廣域圈 | 東京電視台   | 2013年7月5日－9月6日     | 星期五 25時53分－26時00分 | 東京電視網 |                  |
| 日本全國   | AT-X         | 2013年8月4日－           | 星期日 19時55分－20時00分 | 衛星電視   | 有重播           |

## 相關項目
- 萌單

## 來源
1. ↑  . AKB通信. 2012-07-20  [2013-06-24]. （原始内容存档于2016-03-04）.
2. ↑  . 留學新聞.com. 2012-08-11  [2013-06-24]. （原始内容存档于2017-06-24）.

## 外部連結
- 官方網站（日語）
- AIC頁（日語）
- 「NICONICO頻道」特集頁 （页面存档备份，存于）（日語）
- 東京電視台《御宅英文！小緞帶 the TV》 （页面存档备份，存于）（日語）
- 小緞帶（官方）的X（前Twitter）（日語）